# Airheads
Airheads is een Amerikaanse komische film uit 1994 van Rich Wilkes met in de hoofdrollen onder meer Brendan Fraser, Adam Sandler en Steve Buscemi.

## Verhaal
Chazz (Brendan Fraser), Rex (Steve Buscemi) en Pip (Adam Sandler) vormen samen "The Lone Rangers", een rockband uit Los Angeles die wacht op hun doorbraak. Als ze zien hoe het lokale radiostation KPPX de band "The Sons of Thunder" (gespeeld door de Galactic Cowboys) aan een platencontract weet te helpen, besluiten zij er ook langs te gaan. Ze weten zonder toestemming binnen te komen en krijgen onder bedreiging van nepwapens manager Milo (Michael McKean) zover om hun muziek te laten draaien. Deze gijzelingssituatie draait uit op een confrontatie met de politie.

## Rolverdeling
| Acteur           | Personage                     | Opmerkingen                |
| ---------------- | ----------------------------- | -------------------------- |
| Brendan Fraser   | Chazz Darby / Chester Ogilvie | lid van "The Lone Rangers" |
| Steve Buscemi    | Rex                           | lid van "The Lone Rangers" |
| Adam Sandler     | Pip                           | lid van "The Lone Rangers" |
| Joe Mantegna     | DJ Ian "The Shark"            | DJ KPPX                    |
| Michael McKean   | Milo Jackson                  | manager KPPX               |
| Chris Farley     | Wilson                        | politieagent               |
| Ernie Hudson     | O'Malley                      | politieagent               |
| Allen Covert     | Samuels                       | politieagent               |
| Judd Nelson      | Jimmie Wing                   | platenbaas                 |
| Michael Richards | Doug Beech                    |                            |
| David Arquette   | Carter                        |                            |
| Harold Ramis     | Chris Moore                   |                            |